# Disderoïdeus
Els disderoïdeus (Dysderoidea) són una superfamília d'aranyes araneomorfes, amb quatre famílies d'aranyes de sis ulls:
- Disdèrids (Dysderidae)
- Oonòpids (Oonopidae)
- Orsolòbids (Orsolobidae)
- Segèstrids (Segestriidae)